# Phaeodothiopsis zollingeri
Phaeodothiopsis zollingeri är en svampart som först beskrevs av Mont. & Berk., och fick sitt nu gällande namn av Theiss. & Syd. 1914. Phaeodothiopsis zollingeri ingår i släktet Phaeodothiopsis, divisionen sporsäcksvampar och riket svampar.   Inga underarter finns listade i Catalogue of Life.